# Matthew Rhys
Matthew Rhys, celým jménem Matthew Rhys Evans (* 8. listopadu 1974, Cardiff, Wales, Spojené království), je velšský herec, známý zejména svou rolí homosexuálního právníka Kevina Walkera v úspěšném rodinném seriálu Bratři a sestry americké televizní společnosti ABC.

## Biografie
Narodil se a vyrostl v hlavním městě Walesu Cardiff, kde ve velštině studoval na Ysgol Gynradd Gymraeg Melin Gruffydd a Ysgol Gyfun Gymraed Glantaf. V sedmnácti letech, po tom, co si zahrál hlavní roli Elvise ve školním muzikálu, byl přijat na prestižní Královskou akademii dramatického umění (Royal Academy of Dramatic Art) v Londýně a krátce nato mu bylo uděleno Stipendium Patricie Rothermerové. Během svých studií se objevil v seriálu z policejního prostředí Back-Up (1995) televizní stanice BBC a dramatu Vysněná Amerika (House of America, 1997). Poté se vrátil do Cardiffu, aby si mohl ve své rodné řeči zahrát ve velšském filmu Bydd yn Wrol, za kterou získal cenu BAFTA v kategorii nejlepší herec.
V lednu 1998 odjel na Nový Zéland, aby zde natáčel osmidílnou televizní minisérii Green Stone. Poté se objevil ve filmu Titus (1999), kritikou vychválené adaptaci jedné ze Shakespearových her natočené americkou režisérkou Julií Taymor s Anthonym Hopkinsem a Jessicou Langeovou v hlavních rolích. Dále si zahrál např. roli Raye Smithe v komedii režiséra Petera Hewitta Whatever Happened to Harold Smith?
Po návratu do Walesu natočil dva filmy se svým hereckým kolegou Jonathanem Prycem – The Testimony of Taliesin Jones (2000), příběh o dysfunkční neúplné rodině, ve kterém ztělesnil staršího syna, a komedii režisérky Sary Sugarman Very Annie Mary (2001), v níž si zahrál roli Noba. Se svou hereckou kolegyní z tohoto filmu, Rachel Griffithsovou, se znovu setkal před kamerou při natáčení seriálu Brothers and Sisters.
V roce 2000 si také zahrál hlavní roli v Metropolis, seriálu o šesti mladých lidech žijících v Londýně natočeném pro Granada TV, nebo postavu Franka ve snímku Peaches, který napsal a režíroval Nick Grosso. Mimořádnou pochvalu kritiky mu v roce 2000 vynesla role Benjamina při světové premiéře divadelního zpracování Absolventa (The Graduate), v němž si spolu s Kathleen Turnerovou zahrál na prknech divadla The Gielgud Theatre v londýnském West Endu.
V roce 2002 odcestoval do Irska, aby zde natočil koprodukční dobrodružnou komedii ze 17. století Klub únosců (The Abduction Club). Dále se objevil např. v thrilleru Tabloid z roku 2001 jako Darren Daniels a poté se vrátil na Nový Zéland natočit zde epické drama Ztracený svět (Lost World) pro BBC. Mezi jeho další filmové počiny patří nezávislý hororový snímek Mrtvá hlídka (Deathwatch, 2002), kriminální komedie Fakers (2004), nezávislý celovečerní film Láska a jiné pohromy (Love and Other Disasters, 2006), v němž hraje po boku Brittany Murphy, romantické komediální drama Virgin Territory (2007), kde se objevuje vedle Haydena Christensena, Tima Rotha a Mishy Barton nebo biografické romantické drama Na hraně lásky (2008), v němž ztělesňuje slavného velšského básníka Dylana Thomase a v němž si zahráli také Keira Knightleyová, Sienna Millerová a Cillian Murphyová.
Blízce se přátelí s dalším irským hercem Ioanem Gruffuddem, se kterým zároveň téměř deset let bydlel v Londýně. Byl Gruffuddův svědek na jeho svatbě s britskou herečkou Alice Evansovou, která se konala 14. září 2007 a na níž měl rovněž slavnostní proslov.
15. července 2008 byl slavnostně jmenován členem správní rady Aberystwyth University a 8. srpna 2008 byl na uměleckém festivalu Welsh National Eisteddfod jmenován členem druidského řádu Gorsedd of the Bards pro svůj přínos Walesu a velšskému jazyku.

## Filmografie

### Film
| Rok  | Název                              | Role                          | Poznámky            |
| ---- | ---------------------------------- | ----------------------------- | ------------------- |
| 1999 | Titus                              | Demetrius                     |                     |
| 1999 | Whatever Happened to Harold Smith? | Ray Smith                     |                     |
| 2000 | Nekonečná párty                    | Carl                          |                     |
| 2001 | Co s tou Annie Mary?               | Nob                           |                     |
| 2002 | Klub únosců                        | James Strang                  |                     |
| 2002 | Mrtvá hlídka                       | Doc Fairweather               |                     |
| 2002 | Střelci                            | Eddie                         |                     |
| 2003 | Y Mabinogi                         | Lleu Llaw Gyffes              |                     |
| 2004 | Padělatelé                         | Nick Edwards                  |                     |
| 2006 | Láska a jiné pohromy               | Peter Simon                   |                     |
| 2007 | Andělé a panny                     | Count Dzerzhinsky             |                     |
| 2008 | Na hraně lásky                     | Dylan Thomas                  |                     |
| 2009 | The Think Tank                     | Marc                          | krátkometrážní film |
| 2010 | Patagonie                          | Mateo                         |                     |
| 2011 | Everything Carries Me To You       | Damien                        | krátkometrážní film |
| 2012 | The Scapegoat                      | John Standing / Johnny Spence |                     |
| 2015 | Dokonalý šéf                       | Reece                         |                     |
| 2015 | V květnu si dělej, co chceš        | Percy                         |                     |
| 2017 | Akta Pentagon: Skrytá válka        | Daniel Ellsberg               |                     |
| 2018 | Mauglí - příběh džungle            | John Lockwood                 |                     |
| 2019 | Zpráva                             | reportér                      |                     |
| 2019 | Výjimeční přátelé                  | Lloyd Vogel                   |                     |
| 2023 | Medvěd na koksu                    | Andrew Thornton               |                     |
| 2024 | Imaginární přátelé                 | Duch (hlas)                   |                     |

### Televize
| Rok       | Název                           | Role                   | Poznámky                                   |
| --------- | ------------------------------- | ---------------------- | ------------------------------------------ |
| 2000      | A History of Britain            |                        |                                            |
| 2001      | Ztracený svět                   | Edward Malone          | 2 díly                                     |
| 2003      | Columbo                         | Justin Price           | díl: „Columbo má rád noční život“          |
| 2003      | POW                             | Alfie Harris           | díl 1.5                                    |
| 2006      | Beau Brummell – okouzlující muž | Lord Byron             | TV film                                    |
| 2006–2011 | Bratři a sestry                 | Kevin Walker           | hlavní role, 109 dílů také režisér, 4 díly |
| 2012      | Mystery of Edwin Drood          | John Jasper            | 2 díly                                     |
| 2013–2018 | Takoví normální Američané       | Philip Jennings        | hlavní role, 75 dílů také režisér, 3 díly  |
| 2013      | Death Comes to Pemberley        | pan Darcy              | 3 díly                                     |
| 2015      | Archer                          | Lloyd Llewellyn (hlas) | díl: „Achub y Morfilod“                    |
| 2015      | Mistr popravčí                  | Gruffudd y Blaidd      | 4 díly                                     |
| 2016      | The Wine Show                   | sám sebe/moderátor     | 13 dílů                                    |
| 2017      | Girls                           | Chuck Palmer           | epizoda: "American Bitch"                  |
| 2018      | Down the Caravan                | Dai                    | TV film                                    |
| 2018      | Smrt a slavíci                  | Billy                  | 3 díly                                     |

## Divadlo
| Rok  | Název                           | Role              | Lokace                     |
| ---- | ------------------------------- | ----------------- | -------------------------- |
| 1997 | Cardiff East                    | Tommy             | Národní divadlo Londýn     |
| 1997 | Grace Note                      | Nick              | The Old Vic                |
| 1997 | One More Wasted Year            | Pierre            | Royal Court Theatre        |
| 1997 | Stranger's House (Fremdes Haus) | Yanne             | Royal Court Theatre        |
| 2000 | Absolvent                       | Benjamin Braddock | Gielgud Theatre            |
| 2002 | The Associate                   | Tiny              | Národní divadlo Londýn     |
| 2003 | Under Milk Wood                 | Mog Edwards       | New Theatre (Cardiff)      |
| 2004 | King Lear                       | Edmund            | Royal Shakespeare Company  |
| 2004 | Macbeth                         | Macduff           | The Young Vic              |
| 2004 | Romeo a Julie                   | Romeo             | Royal Shakespeare Company  |
| 2012 | Look Back in Anger              | Jimmy             | Roundabout Theatre Company |